# Hernán Crespo Toral
Hernán Crespo Toral (Cuenca, 8 de diciembre de 1937 - Quito, 23 de marzo de 2008) fue un arquitecto, arqueólogo y museólogo ecuatoriano que cumplió un papel importante en la conservación de patrimonio cultural en Ecuador.

## Biografía
Estudió museología en la École du Louvre en París con una beca de la UNESCO. Regresó a Ecuador en 1959, cuando tenía 22 años, para aplicar sus conocimientos en su país.
Crespo Toral trabajó 26 años en los museos del Banco Central del Ecuador, primero como director fundador del Museo Arqueológico y de las galerías de arte, y más tarde como director general de museos. Desde ese cargo dirigió investigaciones y restauraciones como la del complejo arqueológico de Ingapirca.
Después de trabajar para el Museo del Banco Central del Ecuador, fue director desde 1988 de la Oficina Regional de Cultura de la UNESCO para América Latina y el Caribe, con sede en La Habana. En 1995 va a París para trabajar en la sede de UNESCO como director principal del sector de Cultura (1995-1998) y después como director general adjunto para la Cultura (1998-2000).
En 1991 Crespo Toral recibió el Premio Nacional de Cultura Eugenio Espejo, entregado por el presidente del Ecuador.
Crespo Toral se retiró de la UNESCO en el año 2000 y luego trabajo como consultor internacional.